# Episinus bishopi
Episinus bishopi là một loài nhện trong họ Theridiidae.
Loài này thuộc chi Episinus. Episinus bishopi được Roger de Lessert miêu tả năm 1929.